# Psilopogon eximius
El barbudo eximio o barbudo de garganta negra (Psilopogon eximius) es una especie de ave piciforme de la familia Megalaimidae endémica de la isla de Borneo.

## Distribución y hábitat
Se encuentra principalmente en las selvas de montaña de la mitad norte de Borneo.

## Categoría
- Wikispecies tiene un artículo sobre Psilopogon eximius.
- Wikimedia Commons alberga una categoría multimedia sobre Psilopogon eximius.

- Datos: Q27074866
- Multimedia: Psilopogon eximius / Q27074866
- Especies: Psilopogon eximius